# Seidenturako
Der Seidenturako (Tauraco hartlaubi), der auch nach Gustav Hartlaub Hartlaubturako genannt wird, ist eine Vogelart aus der Gattung der Helmturakos (Tauraco) und gehört zu der Familie der Turakos (Musophagidae).

## Beschreibung
Der Seidenturako ist etwa 41 cm groß. Er ist größtenteils grün, hat einen blauschwarzen Scheitel und eine leicht ausgeprägte Haube, die durch eine dünne weiße Linie, welche von den Mundspalten bis zu den Ohrdecken reicht, nach unten abgegrenzt wird. Vor den Augen befindet sich ein auffällig weißer Fleck, und er hat nackte rote Haut um die Augenhöhlen. 
Seidenturakos sind Standvögel, sie leben einzeln oder paarweise und kommen oft in kleinen Verbänden auf Früchte tragenden Bäumen vor. Meist sitzen sie hoch im Blattwerk oder rennen auf Zweigen entlang.

## Vorkommen

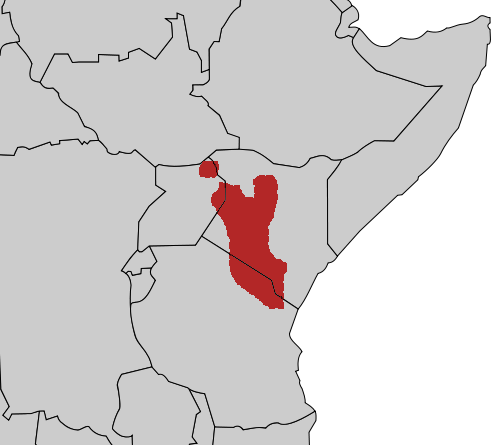
Verbreitung des Seidenturako (Ostafrika)

Der Seidenturako kommt im östlichen Afrika, in Kenia, Ost-Uganda und Nord-Ost-Tansania vor.
Sie bevorzugen die Hochlandwälder und angrenzenden Hochlandbereiche.